# Constance Charlotte Dilworth
Constance Charlotte Dilworth (Londres, 5 de fevereiro de 1924 — Florença, 17 de maio de 2004) foi uma física britânica.
Estudou na Universidade de Londres de 1941 a 1944. Começou sua pesquisa como estudante no Laboratório de Pesquisa Admiralty de 1943 a 1945 e pós-graduação em física no H.H. Laboratório Bristol, sob a supervisão de Cecil Powell, em 1946. 
Contribuiu significativamente no processo de emulsões nucleares. Junto com seu marido, o físico Giuseppe Occhialini, formaram uma dupla de relevante importância para a ciência. 
Dilworth primeiro se interessou pela teoria do estado sólido da matéria e pelos efeitos de películas isolante dos contatos entre cristais semicondutores, depois voltou sua atenção aos estudos de emulsões nucleares. 
A contribuição singular de Dilworth a estas pesquisas é representada pelo papel fundamental em processar emulsões nucleares, em pesquisas com seu marido.